# Дьяманти, Алессандро
Алессандро Дьяманти (итал. Alessandro Diamanti; 2 мая 1983, Прато) — итальянский футболист, атакующий полузащитник. Выступал за сборную Италии. Серебряный призёр чемпионата Европы 2012.

## Карьера

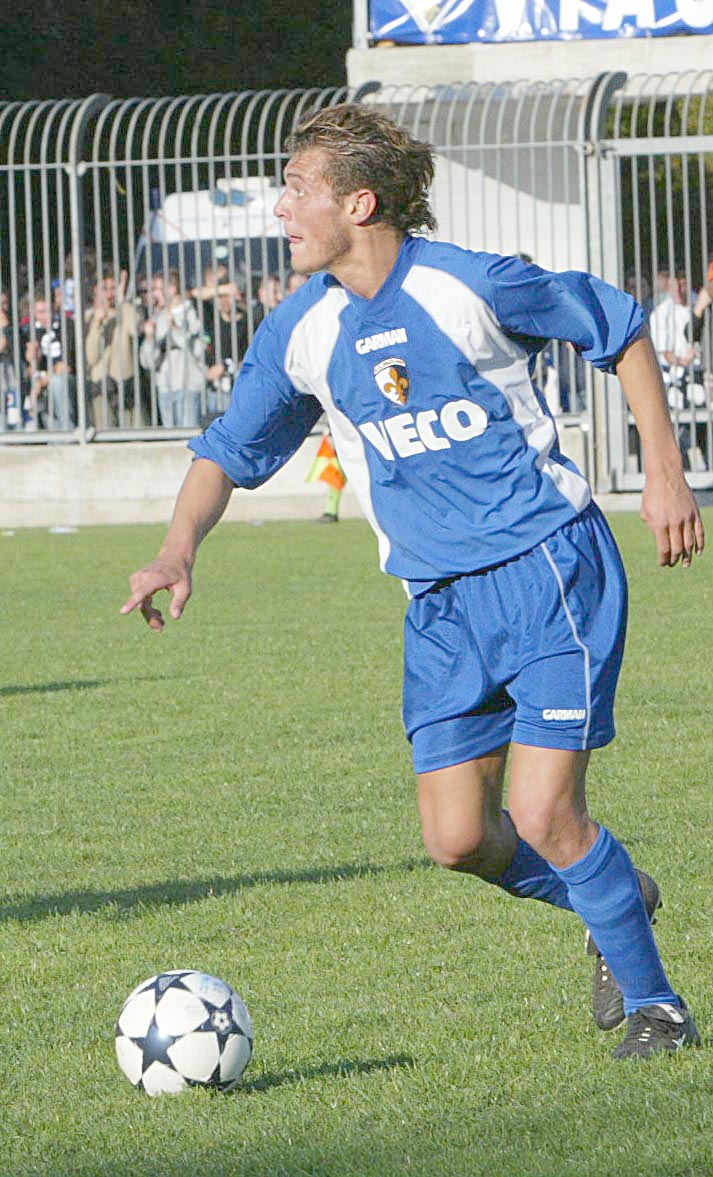
Дьяманти в 2003 году

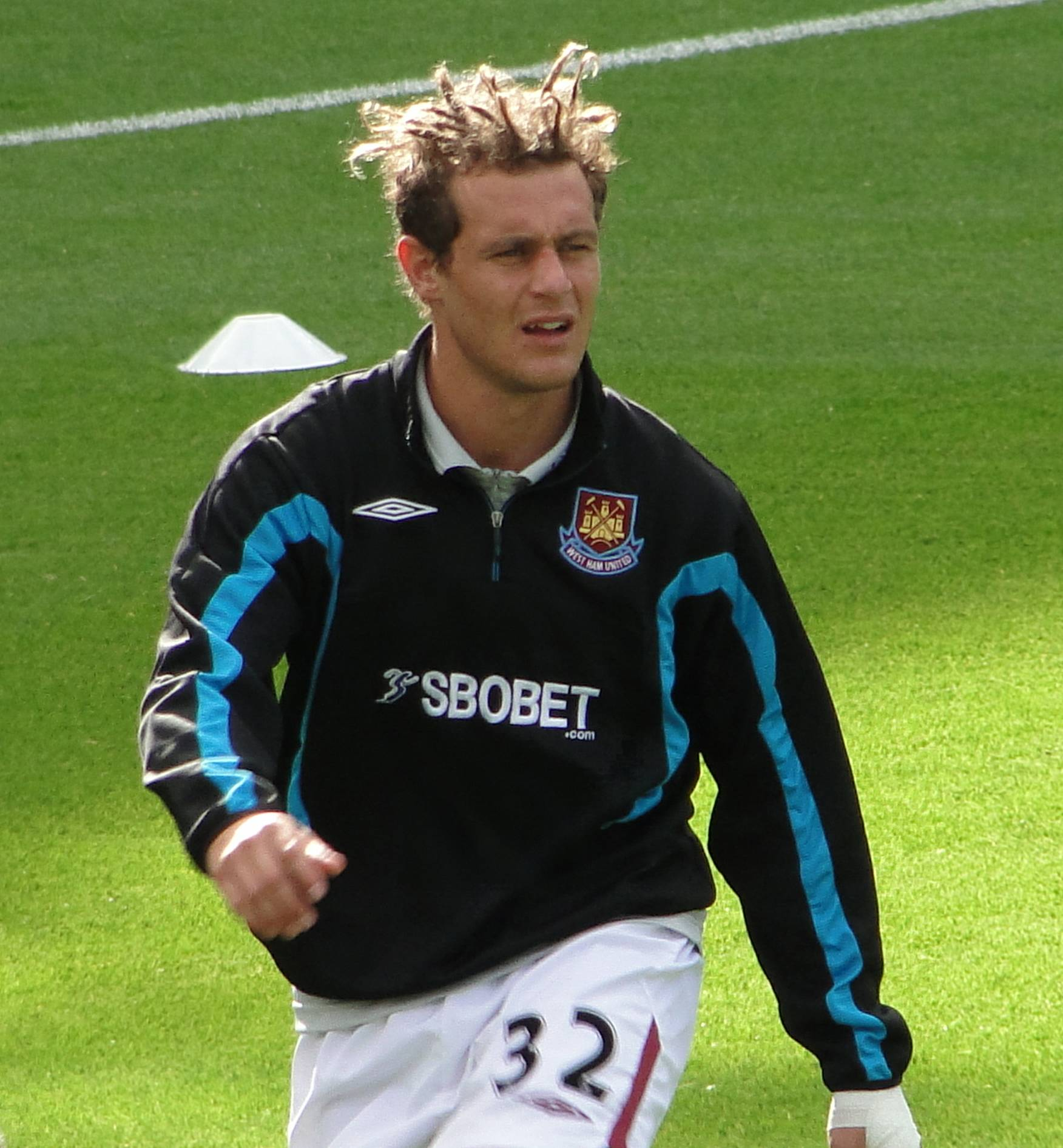
Дьяманти в составе «Вест Хэм Юнайтед»

### Клубная
Алессандро родился в Тоскане, в городе Прато. Он — воспитанник футбольной академии «Санта-Лючия», где работал его отец Лучано, в своё время воспитавший другого известного футболиста — Кристиана Вьери. Летом 1997 года Дьяманти перешёл в клуб «Прато». И спустя три сезона, 14 мая 2000 года дебютировал в основном составе команды в матче с «Новарой» (0:0). 2 июля 2000 года Алессандро был арендован «Эмполи», где выступал за Примаверу (12 матчей — 1 гол). По окончании первенства, Дьяманти вернулся в «Прато», где 19 августа 2001 года сыграл свою первую встречу в Кубке Италии против «Кьево». 26 сентября 2001 года Дьяманти был арендован клубом серии D «Фучеккьо», где провёл 24 игры и забил 3 гола. Летом 2002 года полузащитник в очередной раз вернулся в «Прато», где сыграл лишь две встречи.
1 января 2003 года Дьяманти был арендован, с правом выкупа контракта, дублем «Фиорентины». Там он дебютировал 16 февраля 2003 года в матче с «Имолезе», а всего провёл 3 игры за основной и 6 за молодёжный состав команды. «Фиорентина» приняла решение не выкупать контракт Алессандро из-за двух эпизодов возникновения у футболиста приступов пневмоторакса. После этого он вернулся в «Прато», с которым подписал 5-летний контракт. 26 октября 2003 года Дьяманти забил свой первый мяч за клуб, поразив ворота «Реджаны» (1:1). Всего за сезон он забил 4 раза в 22 встречах. При этом часть встреч футболист пропустил по тактическим соображениям, а часть из-за ссоры с главным тренером клуба, Винченцо Эспозито.
5 июля 2004 года Дьяманти подписал трёхлетний контракт с клубом «Альбинолеффе», выкупившим половину прав на футболиста. Там он дебютировал 2 октября в матче с «Бари» (1:1). Всего за сезон Алессандро провёл 18 встреч. В первой половине следующего сезона Дьяманти редко выходил на поле, и 31 января он был арендован своим бывшим клубом, «Прато». Новый главный тренер команды, Пьерпаоло Бизоли, сделал футболиста игроком основного состава клуба. В результате за сезон полузащитник забил 5 голов в 13 матчах. 20 июня 2006 года Прато выкупил обратно половину контракта Дьяманти. Алессандро провёл за сезон 31 матч и забил 15 голов. Единственной его неудачей в году стала длительная дисквалификация, из-за которой он пропустил 6 встреч.
9 июля 2007 года Дьяманти перешёл в клуб серии А «Ливорно». 25 августа он дебютировал в основном составе, выйдя на замену в матче с «Ювентусом», где его команда проиграла 1:5. 24 февраля 2008 года Дьяманти забил первый мяч за клуб, забил со штрафного в матче с «Наполи». Всего за год Алессандро провёл 27 матчей и забил 4 гола. Однако его клуб вылетел в серию В. В начале сезона 2007/2008 Дьяманти продлил контракт с «Ливорно» до 2013 года. В сезоне он провёл 39 матчей и забил 20 голов. А клуб смог через стадию плей-офф вернуться в серию А. За это Алессандро был включён в символическую сборную лучших игроков сезона во втором итальянском дивизионе.
28 августа 2009 года Дьяманти перешёл в английский клуб «Вест Хэм Юнайтед», с которым подписал контракт на 5 лет. 12 сентября он дебютировал в составе команды в матче с «Уиганом» и попал в штангу (0:1). 19 сентября Алессандро забил гол, поразив ворота «Ливерпуля» с пенальти. В декабре Дьяманти сказал: «В настоящий момент мне все очень нравится. Уже забил три гола, часто выхожу на поле. Но, конечно, ещё не до конца привык к английскому футболу. Это совершенно новый опыт для меня. Но силовая манера премьер-лиги мне нравится». Также зимой им интересовался «Милан», но игрок сказал, что не хотел бы выступать за «россонери». Всего за сезон он провёл 29 игр и забил 8 голов.
После того, как «Вест Хэм» возглавил Авраам Грант, Дьяманти провёл ещё один матч за клуб и перешёл в «Брешиа» за 2,2 млн евро; контракт был подписан до 2015 года. 29 августа он дебютировал в составе клуба в матче с «Пармой» (0:2). 19 сентября он забил первый мяч, принеся победу в матче с «Кьево» (1:0). 3 октября в матче с «Лацио» Дьяманти после второй во встрече жёлтой карточки оскорбил судью, за что его дисквалифицировали на три игры. В феврале 2011 года Алессандро заинтересовался питерский «Зенит», но сделка не состоялась. Всего за сезон футболист провёл 33 матча и забил 7 голов. Летом Дьяманти заинтересовались два украинских клуба — киевское «Динамо» и донецкий «Шахтёр».
1 августа 2011 года Дьяманти перешёл в «Болонью», заплатившую за трансфер футболиста 1,5 млн евро.
В январе 2016 на правах аренды перешёл в клуб «Аталанта».
17 февраля 2018 года Дьяманти перешёл в «Перуджу», подписав контракт на полгода.
24 июля 2019 года Дьяманти подписал контракт с новообразованным клубом чемпионата Австралии «Уэстерн Юнайтед» на сезон 2019/20. Был назначен первым капитаном в истории клуба перед началом сезона. По итогам сезона 2019/20 Дьяманти удостоился медали имени Джонни Уоррена, вручаемой лучшему игроку австралийского чемпионата.
24 апреля 2023 года накануне последнего матча сезона против «Перт Глори» на своей странице в Instagram Дьяманти официально объявил об уходе из профессионального футбола. Летом того же года стал тренером академии «Мельбурн Сити».

### Международная

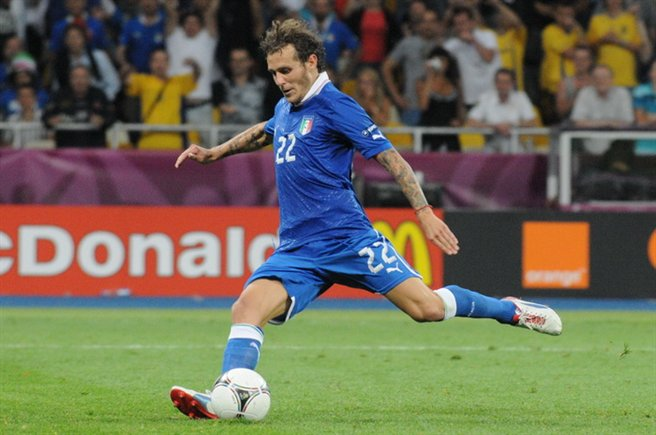
Пробивает послематчевый пенальти в матче против сборной Англии

14 ноября 2010 года Дьяманти был вызван в состав сборной Италии. 17 ноября он дебютировал в составе команды во встрече с Румынией, где провёл первый тайм и был заменён Даниеле Де Росси; встреча завершилась вничью 1:1.
Попал в заявку сборной Италии на Евро — 2012. Дебютировал на Чемпионате Европы в третьем матче группового этапа против сборной Ирландии, на 63-й минуте заменив Антонио Ди Натале.
В 1/4 финала против сборной Англии Алессандро на 78-й минуте меняет Антонио Кассано. В основное и дополнительное время команды голов не забивают. В серии пенальти после промахов Эшли Янга и Эшли Коула Дьяманти реализует пятый, решающий пенальти и помогает своей команде выйти в полуфинал. В полуфинале против сборной Германии Алессандро вновь заменяет Кассано.
Летом 2013 года Дьяманти был включен в заявку национальной сборной на поездку в Бразилию на Кубок Конфедераций. На турнир он поехал в качестве запасного футболиста. 22 июня в матче группового этапа против сборной Бразилии Алессандро дебютировал на турнире, во втором тайме его заменил Стефан Эль-Шаарави. 30 июня в поединке за третье место против сборной Уругвая Дьяманти отдал голевую передачу на Давиде Астори, а затем забил сам со штрафного.

## Стиль игры
«Алино» Дьяманти — динамичный, творческий и технически одаренный левоногий плеймейкер, который обычно играл на позиции атакующего полузащитника; иногда его также использовали в качестве вингера или второго нападающего, благодаря его способности как создавать моменты для товарищей по команде, так и забивать голы, поскольку он был способен наносить точные удары из-за пределов штрафной, несмотря на отсутствие темпа. Кроме того, его сильными чертами были видение поля, передачи, кроссы, контроль мяча и дриблингу, а также точное исполнение пенальти; он также был хорошим исполнителем стандартов, который наносил точные прямые удары со штрафных и оформлял сухие листы на протяжении всей его карьеры. В дополнение к своим техническим способностям, Дьяманти также известен своей харизмой, упорством и лидерством на поле. Кроме того, он тот игрок, который часто зарабатывает на себе фолы.

## Личная жизнь
Дьяманти женился 6 июля 2008 года на телеведущей Сильвии Се (итал. Silvia Hsieh; родилась в 1980 году). 18 декабря 2008 года родилась их первая дочь Айлин (итал. Aileen). 14 июля 2010 года родилась вторая дочь пары — Оливия (итал. Olivia) 8 марта 2013 года родился у пары родился третий ребёнок — мальчик Таддео (итал. Taddeo).

## Достижения

### Командные
«Гуанчжоу Эвергранд»
- Чемпион Китая: 2014

Италия
- Чемпионат Европы: 2012
- Кубок конфедераций: 2013

### Личные
- Медаль Джонни Уоррена (лучший игрок чемпионата Австралии): 2019/20
- Символическая сборная чемпионата Австралии: 2019/20[51]